# マルセル・ベルナール
マルセル・ベルナール（Marcel Bernard, 1914年5月18日 - 1994年4月29日）は、フランス・ラ・マドレーヌ市出身の男子テニス選手。1946年の全仏選手権男子シングルス優勝者で、第2次世界大戦終戦後の全仏選手権で最初の優勝者になった人である。ベルナールは戦前の全仏選手権でも、1935年・1936年に混合ダブルス2連覇があり、1936年に男子ダブルス・混合ダブルスの2部門制覇を達成した。彼は第2次世界大戦をはさんで、1931年から1956年まで26年間の長い選手生活を送り、男子テニス国別対抗戦・デビスカップフランス代表選手としても長く活動した。左利きの選手。

## 来歴
ベルナールは1931年、17歳の時から全仏選手権に出場し始めた。2度目の出場となった1932年、彼は初めてシングルスの準決勝に勝ち進んだ。準決勝ではアンリ・コシェに敗れたが、その勝ち上がりの過程では、4回戦で日本の佐藤次郎を破った勝利がある。1935年からデビスカップのフランス代表選手になり、同年の全仏選手権で混合ダブルス初優勝を果たす。最初のパートナーは、スイスのロレット・パヨーであった。翌1936年の全仏選手権で、ベルナールは男子ダブルス・混合ダブルスの2部門制覇を達成し、シングルスで4年ぶり2度目の準決勝に進出した。男子ダブルスでは、かつてのフランス「四銃士」のひとりであったジャン・ボロトラとペアを組み、決勝でイギリスペアのレイモンド・タッキー&ジョージ・ヒューズ組を 6-2, 3-6, 9-7, 6-1 で退けた。2度目の混合ダブルスではビリー・ヨーク（イギリス）と組み、この部門で2連覇を成し遂げた。
ベルナールの戦前の全仏選手権シングルス成績は、1932年と1936年の2度のベスト4が最高であるが、1933年と1935年のベスト8もあった。1932年の4回戦で佐藤次郎を破った試合のほかに、1933年の3回戦では布井良助、1935年の2回戦では西村秀雄に勝ったこともあり、3度日本のトップ選手たちと対戦した。全仏選手権以外のテニス4大大会では、ウィンブルドン選手権は1935年・1937年、全米選手権は新人だった頃の1931年・1932年と、それぞれ2度ずつの出場記録を残しているが、彼の海外試合出場は戦前の4度だけである。しかし、彼のテニス経歴は全仏選手権・デビスカップとも1937年に中断した。1939年の第2次世界大戦開戦よりも2年早かったが、戦時中の彼の様子はあまり伝えられていない。
1945年に第2次世界大戦が終結し、1946年からテニス4大大会も開催が再開された。マルセル・ベルナールは9年のブランクを経て、32歳という年齢で全仏選手権に復帰する。彼自身はイボン・ペトラとのダブルスのみに出場する予定で、シングルスに出るつもりはなかったというが、周囲の説得でシングルス出場を決めた。終戦後最初の全仏選手権で、ベルナールは男子シングルス・男子ダブルスの2冠獲得を成し遂げた。初進出のシングルス決勝では、チェコスロバキアのヤロスラフ・ドロブニーに 3-6, 2-6, 6-1, 6-4, 6-3 の逆転勝利を収めた。ペトラとの男子ダブルスでは、エンリケ・モレア（アルゼンチン）&パンチョ・セグラ（エクアドル）組に 7-5, 6-3, 0-6, 1-6, 10-8 で競り勝ち、ベルナールは男子ダブルスで1936年以来10年ぶり2度目の優勝を果たした。ベルナール以後、1983年全仏オープンでヤニック・ノアが優勝するまで、37年間フランス人の男子シングルス優勝者は現れなかった。終戦によりデビスカップも再開され、ベルナールは9年ぶりにフランス代表復帰を果たす。この年、彼は当時の男子テニス世界ランキングで「5位」に入った。
ベルナールは全仏選手権で単複優勝した後も、10年間テニス界にとどまり、42歳を迎える1956年まで現役を続行した。彼はキャリアを通じてダブルスに優れ、デビスカップでもシングルス通算「13勝8敗」に対して、ダブルスでは「16勝5敗」の成績を挙げ、デ杯通算「29勝13敗」の成績を残した。1968年に「フランス・ローンテニス連盟」の会長になり、当地のテニス界の組織運営に携わった。フランスのテニスの歴史に大きな足跡を残したマルセル・ベルナールは、80歳の誕生日を迎える1ヶ月前の1994年4月29日に亡くなった。

## 全仏選手権の成績
- 男子シングルス：1勝（1946年）
- 男子ダブルス：2勝（1936年・1946年）
- 混合ダブルス：2勝（1935年&1936年）